# Vladímir Kokkinaki
Vladímir Konstatínovich Kokkinaki (en ruso: Владимир Константинович Коккинаки; Novorosíisk 12 de juniojul./ 25 de junio de 1904greg. - Moscú, 7 de enero de 1985) fue un piloto de pruebas soviético ruso de etnia griega, que sirvió con el grado de mayor general en la Fuerza Aérea Soviética. Dos veces Héroe de la Unión Soviética (1938 y 1957).
Era hermano mayor del también Héroe de la Unión Soviética Konstantín Kokkinaki.

## Biografía
Nació el 25 de junio de 1904 en Novorosíisk, en la Gobernación de Chernomore del Imperio ruso, en el seno de una familia de griegos pónticos. En 1921 finalizó sus estudios en la escuela primaria. Comenzó a trabajar en los viñedos de un koljós y más tarde trabajaría como marinero y estibador en el puerto de Novorosíisk.
En diciembre de 1925 se alistó en el Ejército Rojo, sirviendo en la infantería hasta 1927, tras lo que en 1928 se graduó en la Escuela Teórico-Militar de las Fuerzas Aéreas de Leningrado y seguidamente en la Escuela de Pilotos de Aviación Militar de Borisoglebsk en 1930. Sirvió en diversas unidades de las Fuerzas Armadas del Distrito Militar de Moscú, entre ellas el 11º Escuadrón de Cazas. Entre abril y diciembre de 1931 fue transferido instructor-piloto de las Escuela Teórico-Militar de las Fuerzas Aéreas de Leningrado debido a sus habilidades como piloto.
Entre 1932 y 1935 trabajó como piloto de pruebas para la Fuerza Aérea, probando diversos aviones. El primer avión que probó fue el Kocheriguin-Gurévich TSh-3. Desde esta época hasta 1964 sería parte del Gabinete de Diseño de Ilyushin (OKB). En ese periodo sería el primero en probar todos los aviones del OKB, incluyendo los prototipos del bombardero mediano Ilyushin Il-4, del avión de ataque Ilyushin Il-2 Shturmovik, del bombardero reactor Ilyushin Il-28 y del avión de transporte Ilyushin Il-14. Fue ascendido a mayor general en 1943, durante la Gran Guerra Patria, durante la que ocupó el puesto de Jefe de la Inspectoría Principal del Comisariado del Pueblo para la Industria Aeronáutica y como jefe de su departamento de vuelos de prueba para los nuevos modelos entre 1943 y 1947. El 2 de enero de 1963 la tripulación bajo el mando de V. Kokkinaki realizó el primer vuelo de prueba de la nave Ilyushin Il-62. Se retiró de la Fuerza Aérea Soviética en 1966 pero continuó colaborando con el OKB Ilyushin como supervisor para los vuelos de prueba, siendo su última colaboración el Ilyushin Il-62.
Fue vicepresidente (1961), presidente (1967-1968) y presidente honorífico (1968-1984) de la Federación Aeronáutica Internacional. Estableció 22 récords mundiales.
Kokkinaki vivió en Moscú, donde murió el 7 de enero de 1985. Fue enterrado en el cementerio Novodévichi de la misma ciudad junto a su mujer, Valentina.

## Logros y récords
El 21 de noviembre de 1935 alcanzó, logrando un récord mundial no oficial, una altura de 14 575 m pilotando un Polikarpov I-15. El 20 de abril de 1936 fue el primer piloto en el mundo en realizar un rizo o loop de Nestérov a bordo de un avión bimotor DB-3 (o TsKB-26, prototipo del Ilyushin Il-4), en presencia de Iósif Stalin. Con ese último avión establecería siete récords de altitud. El primero de ellos, el 17 de julio de 1936, fue el primer récord de la aviación rusa.
El 28 de junio de 1937 estableció un récord de velocidad media en una ruta de 5 000 km con su viaje circular Moscú-Sevastopol-Sverdlovsk-Moscú, en el que consiguió una velocidad media de 325 km/h sobre 5 018 km. Tres meses después recorrería sin escalas la distancia Moscú-Bakú-Moscú, 4 000 km. El 27-28 de junio de 1938, junto con el navegante Aleksandr Briadinski, efectuó un vuelo sin escalas de Moscú al Lejano Oriente, recorriendo 7 580 km en 24 horas y 36 minutos en su TsKB-30 modificado Moskvá entre Moscú y Spas-Dalni, en el krai de Primorie del Lejano Oriente ruso, volando generalmente a unos 7 000 m y con una velocidad media de 307 km/h. Por este viaje recibió su primera condecoración como Héroe de la Unión Soviética.
El 28 y 29 de abril de 1939 realizó un vuelo sin escalas de Moscú a Norteamérica junto al navegante Mijaíl Gordienko por la ruta Moscú-Nóvgorod-Helsinki-Trondheim-Islandia-cabo Farewell-isla Miscou, con la intención de llegar a Nueva York para la Feria Internacional "Tierra del Mañana", aunque el mal tiempo hizo que tuvieran que aterrizar antes de su destinación proyectada. La muerte de Valeri Chkálov, la proximidad de la guerra y el fracaso de este viaje pusieron fin a las expediciones aéreas polares soviéticas de la década de 1930. A pesar de no llegar a su destino, recorrieron una distancia de 8000 km en 22 horas y 56 minutos a una velocidad media de 348 km/h. La ruta que Kokkinaki y Gordienko siguieron es la misma que desde 1959 siguen los vuelos regulares Moscú-Nueva York. En 1965 fue condecorado por la Asociación Internacional de Transporte Aéreo (IATA) con el colgante con la rosa de los vientos de diamante por su hallazgo de la ruta más corta entre América del Norte y Europa.
Entre 1958 y 1960 estableció otros trece récords de altura volando con un Ilyushin Il-18. Su último récord fue un viaje de 5 018 km con una carga de 10 000 kg y una velocidad media de 693 km/h.

## Obras
- Курс на Восток ("Carrera hacia Oriente"). Moscú: Voenizdat NKO SSSR, 1939.
- Как мы летели ("Cómo volamos"). — Rostov del Don, 1939.

## Condecoraciones
- Héroe de la Unión Soviética (1938, 1957)
- Orden de Lenin (1936, 1938, 1939, 1945, 1951, 1984)
- Orden de la Revolución de Octubre (1974)
- Orden de la Bandera Roja (1944, 1945, 1957)
- Orden de la Estrella Roja (1939, 1941, 1944, 1969)
- Orden de la Guerra Patria, 1.ª clase (1944, 1947)
- Medalla al Valor (1939)
- Medalla Conmemorativa por el Centenario del Natalicio de Lenin
- Medalla por la Defensa de Moscú
- Medalla de la victoria sobre Alemania en la Gran Guerra Patriótica 1941-1945
- Medalla Conmemorativa del 20.º Aniversario de la Victoria en la Gran Guerra Patria de 1941-1945
- Medalla Conmemorativa del 30.º Aniversario de la Victoria en la Gran Guerra Patria de 1941-1945
- Medalla por la Victoria sobre Japón
- Medalla de veterano de las Fuerzas Armadas de la URSS
- Medalla del 20.º Aniversario del Ejército Rojo de Obreros y Campesinos
- Medalla del 30.º Aniversario de las Fuerzas Armadas de la URSS
- Medalla del 40.º Aniversario de las Fuerzas Armadas de la URSS
- Medalla del 50.º Aniversario de las Fuerzas Armadas de la URSS
- Medalla del 60.º Aniversario de las Fuerzas Armadas de la URSS
- Medalla Conmemorativa del 800.º Aniversario de Moscú
- Premio Lenin (1960)
- Piloto de pruebas honorífico de la Unión Soviética

## Homenaje
Vladímir Kokkinaki tiene calles en Rostov del Don, Moscú, Donskói, y Novokuznetsk, en Rusia; Almaty en Kazajistán; Brovarí, Sloviansk, Makiivka y Volodímir-Volinski, en Ucrania. Hay un busto que le representa en la calle del Soviet de Novorosíisk, Rusia, su localidad natal.
Los aviones Ilyushin Il-76TD-90VD RA-76950 (cn 2043420697) de la compañía Volga-Dnepr, el Ilyushin Il-96-300 RA-96011 (cn 74393201008) de la compañía Aeroflot, el Yakovlev Yak-42 RA-42446 del Ministerio de Situaciones de Emergencia de Rusia, han sido bautizados en su honor.

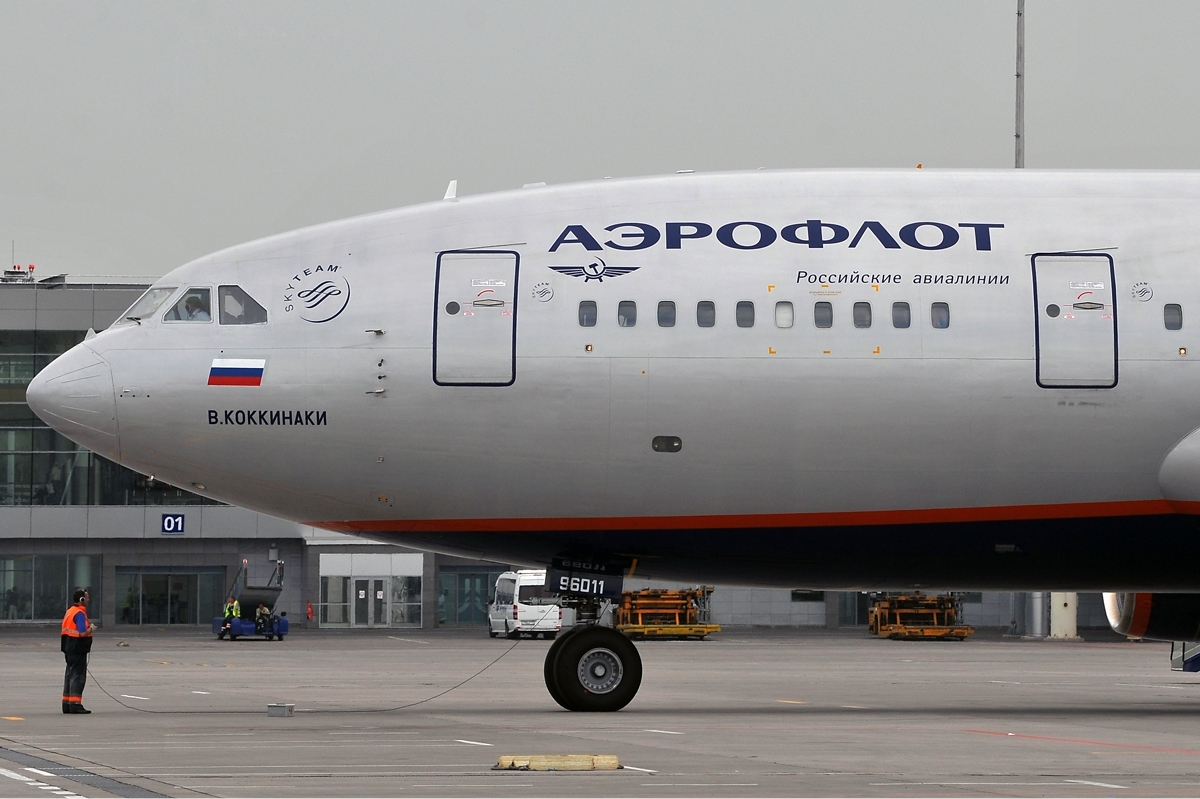
Aeroflot Ilyushin Il-96-300 RA-96011, denominado Kokkinaki en homenaje a él.
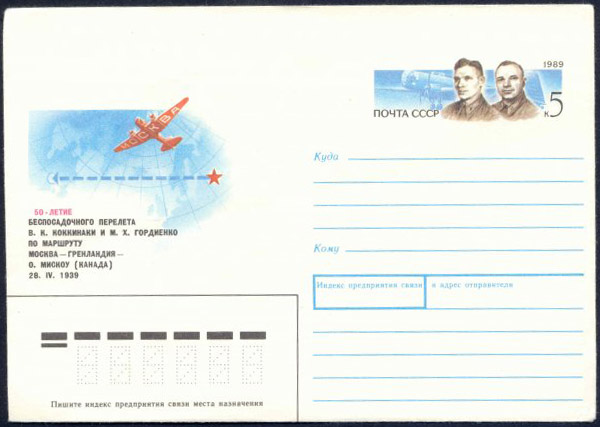
Sobre soviético conmemorativo del 50º Aniversario del vuelo Moscú-América del Norte.
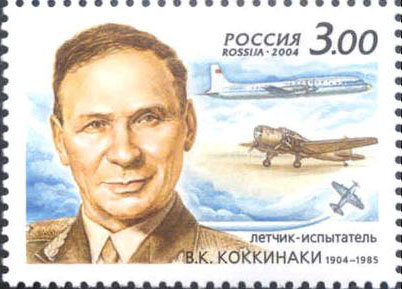
Sello conmemorativo de su nacimiento de la Federación Rusa.